# Rhamphomyia praecellens
Rhamphomyia praecellens är en tvåvingeart som beskrevs av Frey 1952. Rhamphomyia praecellens ingår i släktet Rhamphomyia och familjen dansflugor. Inga underarter finns listade i Catalogue of Life.